# Hooker Berry
Hooker Berry (né le 25 avril 2017) est un trotteur français. Il est lauréat du Prix d'Amérique en 2023.

## Biographie
Le dimanche 29 janvier 2023, Hooker Berry remporte le 102e Prix d'Amérique. À cette occasion, Jean-Michel Bazire remporte sa 5e victoire sur l'épreuve. Il succède à son fils, Nicolas Bazire, lauréat de l'épreuve en 2022 avec le trotteur français Davidson du Pont.

## Origines
| Origines de Hooker Berry, mâle, 2017, alezan. | Origines de Hooker Berry, mâle, 2017, alezan. | Origines de Hooker Berry, mâle, 2017, alezan. | Origines de Hooker Berry, mâle, 2017, alezan. |
| --------------------------------------------- | --------------------------------------------- | --------------------------------------------- | --------------------------------------------- |
| Père Booster Winner                           | Love You                                      | Coktail Jet                                   | Quouky Williams                               |
| Père Booster Winner                           | Love You                                      | Coktail Jet                                   | Armbro Glamour (Can)                          |
| Père Booster Winner                           | Love You                                      | Guilty of Love                                | And Arifant                                   |
| Père Booster Winner                           | Love You                                      | Guilty of Love                                | Amour d*Aunou (USA, TF)                       |
| Père Booster Winner                           | Quille Viretaute                              | Elvis de Rossignol                            | Sancho Pança                                  |
| Père Booster Winner                           | Quille Viretaute                              | Elvis de Rossignol                            | Velvet Slipper (USA)                          |
| Père Booster Winner                           | Quille Viretaute                              | Aube et Vire                                  | Jorky                                         |
| Père Booster Winner                           | Quille Viretaute                              | Aube et Vire                                  | Ixia du Hard                                  |
| Mère Osaka Berry                              | Caballio in Blue                              | Quadrophenio                                  | Dekeel                                        |
| Mère Osaka Berry                              | Caballio in Blue                              | Quadrophenio                                  | Halte à la Biche                              |
| Mère Osaka Berry                              | Caballio in Blue                              | Starlette Bégonia                             | Bellouet                                      |
| Mère Osaka Berry                              | Caballio in Blue                              | Starlette Bégonia                             | Ophélia Bégonia                               |
| Mère Osaka Berry                              | Idée du Corta                                 | Battling Joe                                  | Speedy Crown (USA)                            |
| Mère Osaka Berry                              | Idée du Corta                                 | Battling Joe                                  | Pink Pearl                                    |
| Mère Osaka Berry                              | Idée du Corta                                 | Salsa des Quartes                             | Chambon P                                     |
| Mère Osaka Berry                              | Idée du Corta                                 | Salsa des Quartes                             | Ida la Brune                                  |